# Dyskryminacja ateistów

     Kraje, w których apostazja lub bluźnierstwo przeciwko religii lokalnej lub państwowej wedle prawa karane jest śmiercią. Obecnie ma to miejsce w niektórych krajach z większością muzułmańską i regionach z większością muzułmańską w północnej Nigerii.
Dyskryminacja ateistów obejmuje prześladowania, z którymi spotykają się ateiści i osoby zaliczane do tej grupy. Różnorodność definicji ateizmu w zależności od kręgu kulturowego i okresu historii oznacza, że osoby dyskryminowane niekoniecznie muszą zostać uznane za ateistów według dzisiejszych, zachodnich standardów. Prawna dyskryminacja ateistów jest rzadko spotykana w krajach opartych na demokracji konstytucyjnej. Mimo tego niektórzy ateiści i grupy ateistów, szczególnie w USA, protestowały przeciwko prawom, regulacjom i instytucjom, które uznały za dyskryminujące. W niektórych krajach islamskich, ateiści spotykają się z dyskryminacją, łącznie z brakiem statusu prawnego.

## Starożytność
Historycy, m.in. Lucien Febvre, zgadzają się, że ateizm w swoim współczesnym znaczeniu nie istniał przed końcem XVII wieku. Jednakże osoby zaprzeczające istnieniu lokalnych bóstw, podważały tym samym autorytet władz, który opierał się na pojęciu prawa boskiego. Filozofowie tacy jak Platon argumentowali, że ateizm był zagrożeniem dla społeczeństwa i powinien być karany jak przestępstwo. Osoby uznane za ateistów, do których zaliczano wczesnych chrześcijan i muzułmanów, były w wyniku tego celem prześladowań.

## Od średniowiecza do współczesności
W średniowieczu słowo ateista było określeniem obelżywym, używanym w stosunku do szerokiego spektrum ludzi, składającego się z innowierców, samobójców, osób niemoralnych lub pobłażliwych w stosunku do samych siebie, jak również przeciwników wiary w czarownictwo.
Filozofowie tacy jak Tomasz z Akwinu uważali, że przekonania ateistyczne zagrażały porządkowi i społeczeństwu. Thomas More, prawnik i uczony, twierdził, że tolerancja religijna powinna być rozszerzona na wszystkich poza tymi, którzy nie wierzyli w Boga lub niemoralność duszy. John Locke, twórca współczesnego pojęcia wolności religijnej, argumentował, że ateiści (jak również katolicy i muzułmanie) nie powinni otrzymywać pełni praw obywatelskich.
Wielu spośród oskarżonych o ateizm lub blasfemię w czasach Inkwizycji spotkała kara śmierci. Wśród nich był ksiądz Lucilio Vanini, którego uduszono i spalono w 1619 oraz polski szlachcic Kazimierz Łyszczyński, którego stracono w Warszawie, jak również Étienne Dolet, Francuz, którego stracono w 1546. Choć w XIX wieku zostali nazwani ateistycznymi męczennikami, współcześni uczeni twierdzą, że Dolet i Vanini nie byli ateistami według współczesnych definicji.
W XIX wieku brytyjscy ateiści, choć było ich niewielu, padli ofiarą dyskryminujących praktyk. Niechętni do składania chrześcijańskich przysiąg w czasie postępowań sądowych, nie byli w stanie przedstawić dowodów w sądzie, aż do momentu, gdy ta dyskryminacja została zakończona aktami prawnymi z 1869 i 1870 roku. Percy Bysshe Shelley, angielski poeta i dramaturg, został wydalony z University of Oxford i odmówiono mu opieki nad dwójką jego dzieci po opublikowaniu broszury The Necessity of Atheism (w wolnym tłumaczeniu Konieczność ateizmu). Charles Bradlaugh w 1880 roku został wybrany członkiem parlamentu brytyjskiego. Odmówiono mu prawa przyrzeczenia zamiast zaprzysiężenia urzędowej przysięgi (ang. oath of office), za co został wydalony z izby parlamentu, później kilkakrotnie był ponownie wybierany. Mógł przyjąć swoje stanowisko, dopiero gdy w 1886 pozwolono mu na przyrzeczenie.
Nazistowski dekret z 1933 roku ustanawiał, że żadnego narodowego socjalistę nie spotka krzywda ze względu na to, że nie należy do żadnego środowiska religijnego. Choć reżim stanowczo sprzeciwiał się bezbożnemu komunizmowi, a większość niemieckich ateistycznych i lewicowych organizacji wolnomyślicielskich została zakazana tego samego roku; niektóre prawicowe grupy były tolerowane przez nazistów do połowy lat 30. XX wieku. W przemówieniu wygłoszonym później w 1933 roku Hitler utrzymywał, że wykorzenił ateizm.

## Współczesność

### Kraje zachodnie
Współczesne teorie demokracji konstytucyjnej zakładają, że obywatele są intelektualnie i duchowo autonomiczni oraz że rządy powinny pozostawić sprawy przekonań religijnych swoim obywatelom i nie wymuszać ich przy użyciu sankcji lub korzyści. Konstytucje, konwencje praw człowieka i prawoznawstwo swobód religijnych większości demokracji konstytucyjnych zapewniają prawną ochronę ateistów i agnostyków. Wolność słowa i legislacja oddzielająca kościół od państwa również służą ochronie praw ateistów. Stąd otwarta, zgodna z prawem dyskryminacja ateistów nie jest powszechna w większości zachodnich państw.
W Europie wybór ateistów na wysokie stanowiska państwowe odbywa się bez kontrowersji.
Niektóre organizacje ateistyczne wyraziły zaniepokojenie w związku z uznawanymi przez nie za naruszające rozdział kościoła i państwa, takie działania jak opłaty administracyjne za opuszczenie kościoła w Niemczech czy kazania organizowane przez szwedzki parlament.
Kanadyjskie grupy humanistyczne pracowały nad zaprzestaniem wygłaszania modlitw w czasie posiedzeń rządowych, uważając je za dyskryminujące.

#### Polska
Środowiska ateistyczne za dyskryminację uznają:
Brak powszechności nauczania etyki
Etyka w polskich szkołach jest ujęta w programach nielicznych szkół, co przy powszechności nauczania religii może budzić obawy, że osoby o świeckim światopoglądzie są dyskryminowane. W 2010 roku Europejski Trybunał Praw Człowieka w Strasburgu uznał, że brak możliwości wyboru etyki zamiast religii w polskich szkołach narusza Europejską Konwencję Praw Człowieka i Podstawowych Wolności. Zdaniem sędziów sytuacja w Polskich szkołach naruszała artykuł 9 konwencji gwarantujący wolność myśli, sumienia i wyznania. Według Helsińskiej Fundacji Praw Człowieka realnym problemem jest brak nauczycieli etyki, w 2010 roku na 21 tysięcy katechetów przypadało 500 nauczycieli etyki.
Z konieczności wykonania przez Polskę wyroku Trybunału w Strasburgu, 25 marca 2014 roku zostało podpisana Nowelizacja przepisów rozporządzenia Ministra Edukacji Narodowej z dnia 14 kwietnia 1992 r. w sprawie warunków i sposobu organizowania nauki religii w publicznych przedszkolach i szkołach (Dz. U. Nr 36, poz. 155, z późn. zm.). Wprowadzone zmiany miały na celu zapewnienie nauki etyki każdemu zainteresowanemu udziałem w zajęciach uczniowi. W praktyce wprowadzenie przepisów niewiele zmieniło. W 2018 roku lekcje etyki prowadzone były tylko w ok. 3,3 tys. spośród ok. 30 tys. szkół. Nadal w większości placówek, aby wypisać dziecko z religii należy złożyć specjalne oświadczenie, bo inaczej zostanie na religie zapisane automatycznie. Natomiast, aby zapisać dziecko na zajęcia z etyki, rodzic zmuszony jest przygotować pisemną zgodę. Lekcje etyki umieszczane są w planie albo późnym popołudniem, albo wcześnie rano, co zraża uczniów i ich rodziców.
Ograniczanie wolności słowa
W Polskim prawodawstwie Art. 196 kk. stanowi, że „Kto obraża uczucia religijne innych osób, znieważając publicznie przedmiot czci religijnej lub miejsce przeznaczone do publicznego wykonywania obrzędów religijnych, podlega grzywnie, karze ograniczenia wolności albo pozbawienia wolności do lat 2”. Przepis ten jest odpowiednikiem prawa o bluźnierstwie, powszechnie kontrowersyjnego na świecie wśród wielu organizacji humanistycznych oraz chroniących prawa człowieka.
Artykuł był wielokrotnie wykorzystywany przez polityków i działaczy prokościelnych, kiedy tylko czuli, że ich uczucia religijne zostały w jakikolwiek sposób urażone. Przeciwnicy artykułu utrzymują, że ze względu na swoją niejasność jest on nadużywany co prowadzi do poważnego ograniczania wolności słowa i skutecznego zapobiegania wszelkiej debacie na temat zbrodni seksualnych Kościoła katolickiego oraz jego rozległego wpływu na życie społeczne, seksualne i polityczne w Polsce.
Przykładem użycia tego prawa było ukaranie popowej piosenkarki Doroty „Dody” Rabczewskiej, która w 2012 roku została ukarana grzywną w wysokości 5000 zł za powiedzenie w wywiadzie, że „bardziej wierzy w dinozaury niż w Biblię”, bo jej zdaniem „ciężko wierzyć w coś, co spisał jakiś napruty winem i palący jakieś zioła”. Jej skarga została odrzucona przez Trybunał Konstytucyjny, który stwierdził, że ustawa nie narusza Konstytucji; w 2022 ETPC stwierdził naruszenie przez Polskę wolności słowa piosenkarki (art. 10 EKPC).
W marcu 2019 roku znany polski dziennikarz Jerzy Urban został ukarany grzywną w wysokości 120 000 zł i dodatkowo 28 000 zł kosztów sądowych za opublikowanie zdumionego wizerunku Chrystusa na łamach tygodnika NIE. W marcu 2019 r. sąd okręgowy w Warszawie uchylił karę grzywny orzeczoną wobec dziennikarza i skierował sprawę do ponownego rozpoznania, stwierdzając, że sąd pierwszej instancji poczynił ustalenia własne, odmienne od opinii powołanego biegłego. W wyniku złożonej apelacji Urbana uniewinniono. Osobami, które również zostały skazane na podstawie art. 196 kk są między innymi Dorota Nieznalska i Nergal. Ostatecznie oboje uniewinniono, w tym Nergala w dwóch sprawach.
Obecność krzyży w szkołach i urzędach świeckiej administracji państwowej
Według polskiej konstytucji władze publiczne zobowiązane są do zachowania bezstronności w sprawach przekonań religijnych, zapewniając swobodę ich wyrażania w życiu publicznym. Przy czym ustawa zasadnicza nie nakazuje ukrywania swoich przekonań religijnych ludziom pełniącym funkcje publiczne. Nie zakazuje również umieszczania symboli religijnych w budynkach użyteczności publicznej. Wieszanie krzyży w budynkach administracji publicznej (również w Sejmie) jest powszechne i jak dotąd pozwy osób, które uważają, że taki stan rzeczy narusza ich dobra osobiste kończyły się oddaleniem przez sąd powództwa.
Dla wielu ludzi największe kontrowersje budzi umieszczenie krzyży w szkołach, a w szczególności w salach lekcyjnych. Dużym echem w polskich mediach odbiła się sprawa Grażyny Juszczyk, nauczycielki matematyki z Zespołu Szkół Sportowych w Krapkowicach, która zdecydowała się zdjąć krzyż w pokoju nauczycielskim. W efekcie tego zdarzenia spotkała się z szykanami ze strony innych nauczycieli i dyrekcji szkoły. Matematyczka pozwała szkołę i w 2016 roku sąd pierwszej instancji uznał, że powódka była w szkole napiętnowana ze względu na bezwyznaniowość, a działania dyrekcji były „dyskryminacją w formie molestowania psychicznego”. Zarówno sąd apelacyjny we Wrocławiu, jak i Sąd Najwyższy podtrzymały wyrok sądu pierwszej instancji. Wyroki te były krytykowane przez środowiska konserwatywne. Polska fundamentalistyczna fundacja Ordo Iuris sugerowała nawet, że to zdjęcie krzyża przez nauczycielkę było złamaniem prawa, a nie ostracyzm, który spotkał ją później ze strony reszty kadry nauczycielskiej. W 2020 roku sprawa emerytowanej już nauczycielki powróciła na tapet, gdy prokurator generalny Zbigniew Ziobro złożył do Sądu Najwyższego skargę nadzwyczajną od jej wyroku. Ziobro zarzucił orzeczeniu sądu apelacyjnego z Wrocławia „naruszenie prawa do rzetelnego postępowania przed sądem i sprawiedliwości proceduralnej”. W wywiadzie dla Tok FM Grażyna Juszczyk powiedziała, że czuje się prześladowana przez państwo i wyraziła obawy w związku z pojawiającymi się od 2017 roku wątpliwościami co do niezawisłości Sądu Najwyższego. Skarga Ziobry została odrzucona.
Dotacje Państwa do Kościołów i związków wyznaniowych.
Kontrowersyjne jest też dotowanie działalność Kościołów poprzez np. wypłacanie pensji katechetom czy kapelanom. Są to dotacje pośrednie, a część środków przekazywana jest na budowę Kościoła.
W publikowanym co roku przez Międzynarodową Unię Humanistyczną raporcie o wolności myśli (ang. The Freedom of Thought Report) autorzy uważają za przykłady dyskryminacji ateizmu w Polsce:
- Systematyczne uprzywilejowanie grup religijnych
- Preferencyjne traktowanie religii poprzez państwowe instytucje ustanawiające budżet, włącznie z ulgami podatkowymi lub dotacjami
- Nawiązywanie do religii przez oficjeli
- Fundowanie uczelni religijnych

#### Stany Zjednoczone
Niektórzy ateiści w USA utrzymują, że są dyskryminowani i porównują swoją sytuację do tej, która spotyka mniejszości etniczne, społeczność LGBT i kobiety.
Fred Edwords z American Humanist Association stwierdził, że Amerykanie ciągle akceptują dyskryminację ateistów, podczas gdy podobne zachowania w stosunku do innych grup uznano by za niestosowne. Inni ateiści odrzucają te porównania argumentując, że choć może ich spotykać dezaprobata, to nie spotkali się ze znaczącymi opresjami lub dyskryminacją.
Siedem spośród konstytucji stanowych w USA oficjalnie zawiera teksty religijne, które mogłyby efektywnie uniemożliwiać ateistom utrzymywania stanowisk w urzędach publicznych, a w niektórych przypadkach bycie sędzią przysięgłym lub świadkiem; choć nie były one egzekwowane od wczesnego XIX wieku.
Amerykańska konstytucja zezwala na przyrzeczenie zamiast przysięgi tak, aby dostosować się do ateistów w sądach lub szukających zatrudnienia na urzędach publicznych.
W 1961 roku Sąd Najwyższy Stanów Zjednoczonych w sprawie Torcaso v. Watkins wyraźnie obalił przepis ze stanu Maryland, utrzymując, że prawo wymagające wiary w istnienie Boga, aby móc sprawować publiczny urząd, naruszało wolność religii zapewnianą przez 1. poprawkę do Konstytucji Stanów Zjednoczonych.
Decyzja ta jest ogólnie rozumiana jako dotycząca również zaprzysiężeń świadków.
Amerykańscy ateiści wykorzystywali pozwy sądowe, aby dowieść dyskryminacji ateistów. Michael Newdow w imieniu swojej córki zakwestionował użycie frazy under God w Pledge of Allegiance utrzymując, że dyskryminuje ona nonteistów. Wygrał sprawę na wczesnym etapie, ale Sąd Najwyższy odrzucił jego pozew twierdząc, że Newdow nie miał zdolności sądowej.
Ponieważ organizacja harcerska Boy Scouts of America (BSA) nie przyjmuje ateistów jako swoich członków, rodziny ateistyczne i American Civil Liberties Union od lat 90. XX wieku wytoczyły serię procesów sądowych, zarzucając dyskryminację ateistów. W wyniku tego w 2004 roku Pentagon przestał sponsorować jednostki harcerskie, a w 2005 roku BSA zgodziła się przenieść wszystkie swoje jednostki harcerskie poza podmioty rządowe, takie jak publiczne szkoły.
Ateiści zaznaczają, że niewielu polityków przyznało się do nonteizmu, ponieważ do niedawna takie wyznania byłyby politycznym samobójstwem. Dlatego w 2007 roku entuzjastycznie przyjęto decyzję Pete’a Starka, pierwszego członka Kongresu, który otwarcie określił siebie jako nonteistę. Badania opinii publicznej wykazały, że 50% Amerykanów nie zagłosowałoby w wyborach prezydenckich na wysoko wykwalifikowanego kandydata, jeśli byłby on ateistą. Badanie z 2006 roku wykazało, że 40% respondentów opisywała ateistów jako grupę, która nie zgadza się z ich wizją amerykańskiego społeczeństwa, a 48% nie chciałoby, aby ich dziecko poślubiło ateistę. W obydwu badaniach odsetek dezaprobaty dla ateistów przewyższał odsetek dezaprobaty dla muzułmanów, afroamerykanów i homoseksualistów.

### Kraje islamskie
Ateiści lub oskarżeni o ateistyczne przekonania mogą stać się obiektem dyskryminacji i prześladowań w niektórych krajach islamskich. Zgodnie z interpretacją islamu, muzułmanie nie mają prawa zmienić religii lub zostać ateistami – zaprzeczenie islamowi, a więc zostanie apostatą jest tradycyjnie karane śmiercią w przypadku mężczyzn i dożywotnim więzieniem w przypadku kobiet. Obecnie (raport z 2013) w 13 krajach, karą za bluźnierstwo lub apostazję – odrzucenie wiary lub przyjęcie innej religii jest śmierć, często przez publiczne ścięcie głowy – pomimo że prawo do swobody wyznania również gwarantowane jest porozumieniami ONZ. Ponieważ za apostatę można uznać muzułmanina, którego przekonania podają w wątpliwość boskość lub Koran, ateizm i apostazja były zarzucane muzułmańskim uczonym i przeciwnikom politycznym na przestrzeni historii.
W Arabii Saudyjskiej król ogłosił prawo zrównujące ateistów z terrorystami.
W Iranie ateiści muszą zdeklarować czy są muzułmanami, chrześcijanami, żydami czy zaratusztrianami, aby móc rościć sobie prawa do statusu prawnego, w tym aby móc ubiegać się o przyjęcie na uniwersytet lub zostać prawnikiem.
Podobnie w Jordanii nakazuje się ateistom przypisanie siebie do jednej z zaakceptowanych religii w celu oficjalnej identyfikacji.
Ateiści w Indonezji doświadczają oficjalnej dyskryminacji w kontekście rejestracji urodzeń i małżeństw oraz wydawania dowodów tożsamości.
W Egipcie intelektualiści podejrzewani o przekonania ateistyczne byli prześladowani przez władzę sądowniczą i religijną. Powieściopisarz Alaa Hamad został skazany za opublikowanie książki, która zawierała ateistyczne idee i apostazję, które zostały uznane za zagrażające jedności narodowej i pokojowi społecznemu.
Obowiązkowe nauczanie religijne w tureckich szkołach jest uważane za dyskryminację ateistów.
Nasilają się akcje dyskryminacyjne w stosunku do ateistów publikujących komentarze w mediach społecznościowych.